# Sankt Lorenzen am Wechsel
Sankt Lorenzen am Wechsel är en ort och kommun i distriktet Hartberg-Fürstenfeld i förbundslandet Steiermark i Österrike.
Kommunen består av sex orter (Ortschaften) (inom parentes invånarantal 1 januari 2024):
- Auerbach (123)
- Festenburg (138)
- Köppel (288)
- Kronegg (148)
- Riegl (200)
- Sankt Lorenzen am Wechsel (521)